# Anisodes sbesta
Anisodes sbesta là một loài bướm đêm trong họ Geometridae.